# Rainald z Dassel
Rainald z Dassel (ur. ok. 1120 r.; zm. 14 sierpnia 1167 r. koło Rzymu) – arcybiskup koloński w latach 1159–1167.
Rainald z Dassel był drugim synem hrabiego Reinolda I von Dassel. Kształcił się w szkole katedralnej w Hildesheim, a następnie studiował w Paryżu. Ok. 1130 r. został kanonikiem w Hildesheim, od 1149 r. proboszczem tamtejszej katedry. W 1148 r. reprezentował biskupa Hildesheim Bernharda na synodzie w Reims. W maju 1156 r. cesarz Fryderyk I Barbarossa powołał go na kanclerza Rzeszy. W 1158 r. przygotowywał włoską wyprawę monarchy. Wkrótce Rainald z Dassel został również proboszczem w Maastricht i Xanten, a w czerwcu 1159 r., mimo nieobecności w Niemczech, został wybrany na arcybiskupa Kolonii.
W 1160 r. podczas synodu w Pawii wspierał cesarskiego kandydata na papieża Octaviano de Montecello (Wiktor IV) przeciw Rolandowi ze Sieny (Aleksander III). W 1163 r. został obłożony klątwą przez papieża Aleksandra III.
Po zdobyciu Mediolanu w 1164 r. cesarz Fryderyk Barbarossa ofiarował Rainaldowi relikwie Trzech Króli, które zostały złożone w kolońskiej katedrze.
Rainald z Dassel pod naciskiem innych biskupów przyjął 29 maja 1165 r. w Würzburgu święcenia kapłańskie, a 2 października 1165 r. w Kolonii biskupie. 29 grudnia tego samego roku zorganizował uroczystości kanonizacyjne Karola Wielkiego. Wyraził na nie zgodę Paschalis III.
Rainald z Dassel zmarł podczas wyprawy do Włoch najprawdopodobniej na malarię. Został pochowany w kaplicy mariackiej w katedrze kolońskiej.